# Campionati mondiali di tiro con l'arco indoor 2001
I campionati mondiali di tiro con l'arco indoor 2001 sono stati la 6ª edizione della competizione. Si sono svolti a Firenze, in Italia.

## Medagliere
| Pos.   | Nazione     | Oro | Argento | Bronzo | Totale |
| ------ | ----------- | --- | ------- | ------ | ------ |
| 1      | Stati Uniti | 3   | 1       | 1      | 7      |
| 2      | Italia      | 2   | 1       | 1      | 4      |
| 3      | Russia      | 1   | 1       | 0      | 2      |
| 4      | Svezia      | 1   | 0       | 1      | 2      |
| 5      | Moldavia    | 1   | 0       | 0      | 1      |
| 6      | Polonia     | 0   | 1       | 0      | 1      |
| 6      | Spagna      | 0   | 1       | 0      | 1      |
| 6      | Francia     | 0   | 1       | 0      | 1      |
| 9      | Ucraina     | 0   | 0       | 2      | 2      |
| 10     | Croazia     | 0   | 0       | 1      | 1      |
| 10     | Turchia     | 0   | 0       | 1      | 1      |
| 10     | Paesi Bassi | 0   | 0       | 1      | 1      |
| Totale | Totale      | 8   | 8       | 8      | 24     |

## Podi

### Arco ricurvo
| Evento                   | Oro               | Argento       | Bronzo            |
| Individuale maschile     | Michele Frangilli | Butch Johnson | Ozdemir Akbal     |
| Individuale femminile    | Natalia Valeeva   | Agata Bulwa   | Natalia Burdenaya |
| Gara a squadre maschile  | Stati Uniti       | Russia        | Italia            |
| Gara a squadre femminile | Russia            | Stati Uniti   | Ucraina           |

### Arco compound
| Evento                   | Oro           | Argento       | Bronzo        |
| Individuale maschile     | Morgan Lundin | Antonio Tosco | Dave Cousins  |
| Individuale femminile    | Mary Zorn     | Fatima Agudo  | Andrea Cizmek |
| Gara a squadre maschile  | Italia        | Stati Uniti   | Svezia        |
| Gara a squadre femminile | Stati Uniti   | Francia       | Paesi Bassi   |